# Morgan’s Point
Morgan's Point város az USA Texas államában, Harris megyében. Lakosainak száma 273 fő (2020. április 1.).

## Népesség
A település népességének változása:

| 2010 | 339 |
| 2020 | 273 |